# Onuphis chinensis
Onuphis chinensis är en ringmaskart som beskrevs av Uschakov och Wu 1962. Onuphis chinensis ingår i släktet Onuphis och familjen Onuphidae. Inga underarter finns listade i Catalogue of Life.